# Sonata per piano (Berg)
La Sonata per a piano d'Alban Berg (alemany: Klaviersonate), op. 1, es va publicar l'any 1910, però es desconeix la data exacta de la seva composició.; fonts suggereixen que va ser escrit el 1909. Aquest sonata és l'única obra per a piano de Berg que ha rebut un número d'opus.

## Història
Berg va estudiar per primera vegada amb Arnold Schönberg a la tardor de 1904: lliçons d'harmonia i contrapunt. Més tard, durant la tardor de 1907, va fer estudis de composició amb Schönberg, acabant amb aquest "tesi de graduació de la sonata allegro i els seus moviments". D'aquest període daten cinc esborranys de moviments de sonata i es creu que l'Opus 1 va seguir aquests intents. Es desconeix la data exacta de composició, però tot i que la segona còpia està datada l'any 1908, les fonts proposen que la sonata no es va compondre fins a l'estiu de 1909 (Scheideler, 2006). Berg tenia vint-i-tres o vint-i-quatre anys.
La creació de l'obra és presentada a Viena el 24 d'abril de 1911 per Etta Werndorff, amb més obres de Berg (Quartet de corda opus 3) i Anton Webern. El pianista Léo-Pol Morin va interpretar l'obra per a la seva estrena a París el 1922.

### Composició i estructura
La sonata no té la forma clàssica típica en tres o quatre moviments contrastats, sinó que consisteix en un sol moviment centrat al voltant de la tonalitat de si menor. Berg podia haver pensat originalment que la seva Sonata fos una obra de diversos moviments d'estructura més tradicional: un moviment d'obertura, seguit d'un moviment lent i un final. Tanmateix, durant molt de temps, li van faltar idees per alimentar aquests altres moviments. Berg es va dirigir a Schönberg, qui va assenyalar que la manca d'inspiració significava que havia dit tot el que hi havia a dir Seguint el consell de Schönberg, Berg va decidir publicar (autopublicat a Berlín, 1910 amb Robert Lienau; després Universal) el moviment acabat, deixant-lo sol.
Tot i que la peça és en la tonalitat de si menor, Berg fa un ús freqüent del cromatisme, l'escala per tonalitats i el vagabundeig entre les tonalitats principals, que fa una sensació d'inestabilitat tonal només resolta en els últims compassos. L'estructura de la peça és tradicional a la de la forma sonata, amb exposició (amb repetició), desenvolupament i recapitulació. Tanmateix, la composició també es basa en gran manera en la idea d'Arnold Schönberg de la "variació involutiva", una tècnica per assegurar la unitat d'una peça, en derivar tots els aspectes d'una composició a partir d'una sola idea musical («vertical com horitzontal»). En aquest cas, bona part de la composició es pot rastrejar per als dos temes de l'exposició. Per exemple la cel·la generadora composta per les tres petites notes al principi.
| «             | L'obra comunica una sensació de plenitud i fa l'efecte que està formada per una sèrie de clímaxs, seguits de moments de descans molt calibrats. [...] | » |
| — Glenn Gould | |   |

El temps d'execució és d'uns deu a onze minuts (Glenn Gould 13 minuts i Idil Biret gairebé 17 minuts).

## Discografia

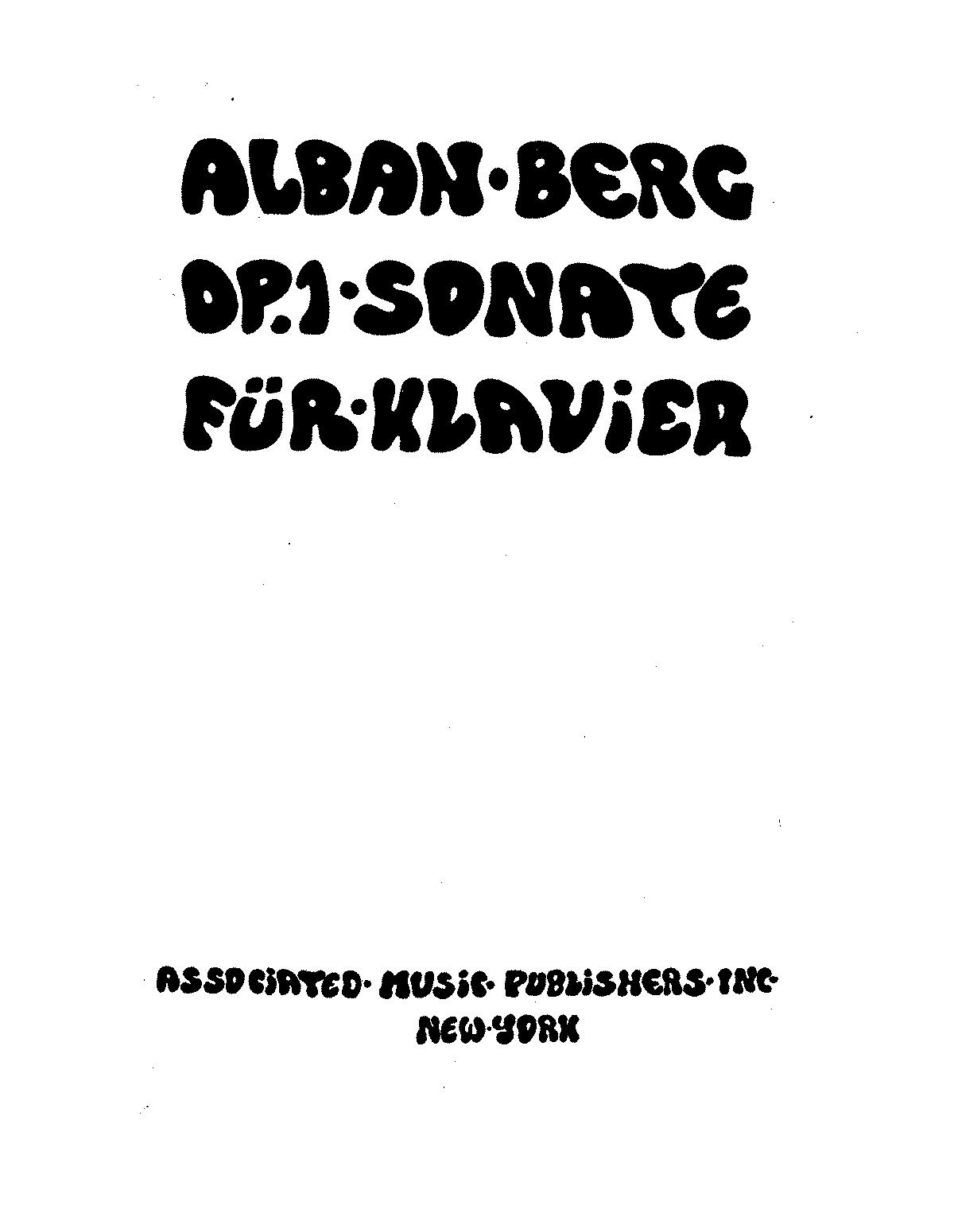
Pàgina del títol de la partitura (1910)

- Glenn Gould (1959, Sony) i 1973 per la televisió, al si de la The Glenn Gould Collection
- Maurizio Pollini (1993, Deutsche Grammophon) OCLC 421861897
- Claude Helffer (1970, Deutsche Grammophon)
- Alain Neveux (1990, Accord 200852) OCLC 33231335
- Peter Hill (22–25 novembre 1996, Naxos) OCLC 42395290
- Mitsuko Uchida (2000, Philips Records) OCLC 46999131
- Stephen Hough (12 octubre 2005, Hyperion) OCLC 166425394
- Hélène Grimaud (setembre 2010, Deutsche Grammophon 477 8766)
- Peter Donohoe (2011, EMI Classics)